# برواليا أمريكية
برواليا أمريكية (الاسم العلمي:Browallia americana) هو نوع من النباتات يتبع جنس برواليا من الفصيلة الباذنجانية.